# Louis Veuve
 Louis Veuve (ur. w 1899, zm. 25 grudnia 1969 w Chézard-Saint-Martin) – szwajcarski zapaśnik walczący w stylu klasycznym. Olimpijczyk z Paryża 1924, gdzie zajął dwudzieste miejsce w wadze średniej.

## Letnie Igrzyska Olimpijskie 1924
| Konkurencja          | Rundy eliminacyjne             | Rundy eliminacyjne   | Klas. końcowa |
| Konkurencja          | Przeciwnik I                   | Przeciwnik II        | Miejsce       |
| -------------------- | ------------------------------ | -------------------- | ------------- |
| 75 kg styl klasyczny | Wacław Okulicz-Kozaryn (POL) P | Nikola Grbić (YUG) P | 20.           |